# 桑杰扎巴
桑杰扎巴（藏語：སངས་རྒྱས་གྲགས་པ་，威利转写：sangs rgyas grags pa，1960年4月—），男，门巴族，西藏墨脱人，中华人民共和国政治人物，曾任林芝市政协主席，现任西藏自治区政协副主席，第十三届全国政协委员。